# Zespół nastawni kolejowych w Gnieźnie
Zespół nastawni kolejowych w Gnieźnie – zespół zabytkowych nastawni kolejowych na stacji Gniezno.

## Geneza
Stacja Gniezno stanowi najcenniejszy duży zespół stacyjny z okresu II wojny światowej w Wielkopolsce i jeden z cenniejszych w Polsce. O dużych walorach zespołu świadczą: wysoki stopień zachowania (prawie 100%), kompletność infrastruktury (ruchomej i nieruchomej), autentyzm materiałów, technologii, brył i elewacji, zachowane podziały funkcjonalne, istnienie obiektów unikatowych, bądź jedynych w Polsce (dyspozytornia lokomotywowni, portalowy żuraw do nawęglania, system elektromechanicznej sygnalizacji kształtowej oraz unikatowa w formie i wyposażeniu nastawnia dysponująca Gn-A).

## Obiekty
Stacja powstała w latach 1872-1873, a od 1875 ma charakter węzłowy. Kompleksowo przebudowano ją w latach 1940-1943 w ramach projektu „Otto” i najpierw planowaną, a potem realizowaną agresją na ZSRR (rozbudowa szlaków transportowych wschód-zachód). W ramach modernizacji stacji przebudowano i zbudowano nastawnie:
- dysponującą Gn-A (z lat 1909-1910) - jedna z najciekawszych w Polsce pod względem konstrukcji i zastosowanej techniki. Druga taka, o uboższym programie, znajduje się tylko w Gorzowie Wielkopolskim. W rzucie jest prostokątna (4,4 x 11,4 m), na wysokości hali nastawnicy przechodzi w literę T i jest przykryta ceramiczną dachówką. Posiada żelbetową ramę wypełnioną cegłami ceramicznymi. Usytuowanie i konstrukcja umożliwia nastawniczym pełną obserwację sytuacji ruchowej. Przewieszki umożliwiają przejazd pociągom wzdłuż peronu wyspowego. Nastawnica jest elektromechaniczna, suwakowa, jednorzędowa z aparatem blokowym - pochodzi z czasów budowy. Posiada bogaty secesyjny detal. Budynek uzupełnia przybudówka zawierająca akumulatorownię i siłownię z oryginalną marmurową tablicą kontrolną (1909) i dieslowskim zespołem prądotwórczym (9 KM) z czasów II wojny światowej (Güldner Motoren-Werke z Aschaffenburg),
- wykonawczą Gn-2 (z około 1941–1942) - prostopadłościenna, na planie prostokąta (6 x 9 m), z czterospadowym dachem, poważnie odbiega od standardów programu „Otto”. Posiada wykusz obserwacyjny od strony peronów oparty na żelbetowej płycie unoszącej też nastawnicę mechaniczną i aparat blokowy. Od strony miejskiej (północnej) wstawiono centralny ryzalit z klatką schodową. Obiekt zawiera m.in. kotłownię centralnego ogrzewania. Wyposażenie pochodzi z okresu budowy. Styl można określić jako historyzujący modernizm (podobnie jak wszystkich następnych),
- wykonawczą Gn-3 (z około 1942-1943) - prostokątna (4,2 x 8,6 m), o unikalnej formie kubicznego grzyba, z halą nastawnicy umieszczoną w lekko nadwieszonej części, ponad trzonem, co zbliża ją do podobnego budynku w Malborku. Zawiera kablownię i kotłownię. Jest intensywnie przeszklona, co spowodowane było specyfiką obsługiwanych rejonów nastawczych. Obiekt jest pozbawiony wyposażenia i szyb, zdewastowany. W pobliżu ustawiono budynek akumulatorowni (pozbawiony wyposażenia, zdewastowany), który z uwagi na układ torowy, nie mógł zostać zintegrowany z nastawnią,
- wykonawczą Gn-11 (z około 1941–1942) - modelowy przykład nastawni realizowanych w myśl programu „Otto” - prostokątna (6,1 x 11,8 m), kryta dachem czterospadowym z dachówkami ceramicznymi. Zawiera kotłownię. Przeszklona na całej długości elewacji północnej, a także częściowo wschodniej i zachodniej. Posiada podłogi odchylone od osi pionowej ku południowi. Zawiera nastawnicę mechaniczną (VS) i aparat blokowy. Całe wyposażenie jest z okresu budowy,
- dysponującą Gn-B z siłownią i akumulatorownią i rozrządową Gn-12 z siłownią i akumulatorownią - pierwsza z 1942, a druga z około 1942-1943 (prawie identyczne ale przeciwstawne). Obiekty trójkondygnacyjne, prostokątne (5 x 10,9 m/4,8 x 11,1 m, skrzydło - 4,8 x 12,6 m) o niespotykanej formie dużej nastawni z niskim, wąskim skrzydłem akumulatorowni i siłowni. Skrzydło mieściło też toaletę, warsztat i przedsionek. Zawierały nowoczesne elektromechaniczne nastawnice wielorzędowe (zachowana w Gn-B - czterorzędowa, firmy VS). Zachował się też zespół prądotwórczy 9 KM firmy Güldner Motoren-Werke w Gn-B. Wyposażenie jest kompletne, unikalne, całkowicie z epoki. Nastawnia Gn-12 jest opuszczona i zdewastowana,
- dysponującą Gn-C (około 1943) - dwumodułowa, podobna nieco do Gn-B i Gn-12, prostokątna (4,8 x 8,6 m) z siłownią i akumulatorownią, która jest dobudówką zbliżoną do kwadratu (7 x 8,5 m). Obiekt kryty czterospadowaymi dachami ceramicznymi zawiera m.in. kotłownię. Jest udaną kompozycją dwóch uzupełniających się bloków - obiekt powtórzono przy parowozowni w Lesznie. Na wyposażeniu znajduje się elektromechaniczna nastawnica suwakowa, dwurzędowa (VES), zmodernizowana na potrzeby funkcji nastawni dysponującej na bazie aparatury z nastawni wykonawczej. W siłowni stoją identyczne urządzenia jak w Gn-B[2].

## Podsumowanie
Zespół nastawni gnieźnieńskich jest najcenniejszym w Polsce kompleksem tego typu z okresu II wojny światowej. Przemawia za tym m.in. rzadkie u hitlerowskiej kadry budowlanej indywidualne podejście do każdego z budynków. Zgodnie z zaleceniami Alberta Speera nie eksponowano elementów żelbetowych, stosowano za to cegłę (kopciałka w wątku wendyjskim) i dachówki ceramiczne, dachy czterospadowe i charakterystyczne dla programu „Otto” betonowe gzymsy wieńczące. Konwencja stylistyczna tkwi mocno w modernizmie (operowanie prostymi bryłami, liczne przeszklenia), ale też nawiązuje do klasycznych rozwiązań nazistowskich (symetria, klarowne podziały osiowe). O wadze zabytku decyduje też bardzo znaczący stopień zachowania oryginalnych urządzeń i wyposażenia obiektów, jak również brak przebudów i zachowanie brył oraz rzutów budynków. Również unikalność nastawni Gn-A jest niezwykle istotna - mimo przebudowy z lat 70. XX wieku (elektryfikacja).